# Sceptycyzm metodologiczny
Sceptycyzm metodyczny – odmiana sceptycyzmu polegająca na kwestionowaniu i wątpieniu w poszczególne twierdzenia w celu dotarcia do twierdzeń bardziej pewnych lub takich, w które wątpić się już nie da (np. dla Kartezjusza było to stwierdzenie, że akt myślenia wymaga podmiotu myślącego, a zatem "cogito ergo sum" - "myślę, więc jestem"); sceptycyzm metodyczny jest więc nie tyle stanowiskiem kwestii możliwości poznania prawdy, co metodą uzyskiwania poznania najlepszego z możliwych do uzyskania.
Przedstawiciele sceptycyzmu metodologicznego:
- René Descartes (Kartezjusz): wykorzystywał klasyczną metodę spekulacji scholastycznej do programowego podawania w wątpliwość wrażeń pochodzących ze zmysłów za pomocą zasad logicznych[1].
- David Hume: badał proces powstawania w umyśle świadomego obrazu świata, wskazywał na nawykowy i emocjonalny charakter tak postrzegania, jak i procesów myślowych (także myślenia logicznego)[2].
- Thomas Henry Huxley: pracował nad zagadnieniem rozróżnienia różnego rodzaju twierdzeń (zdań obserwacyjnych, twierdzeń wiary, poglądów etycznych) i stosowania do nich odrębnych kryteriów prawdziwości[3].